# Herzl Herzl

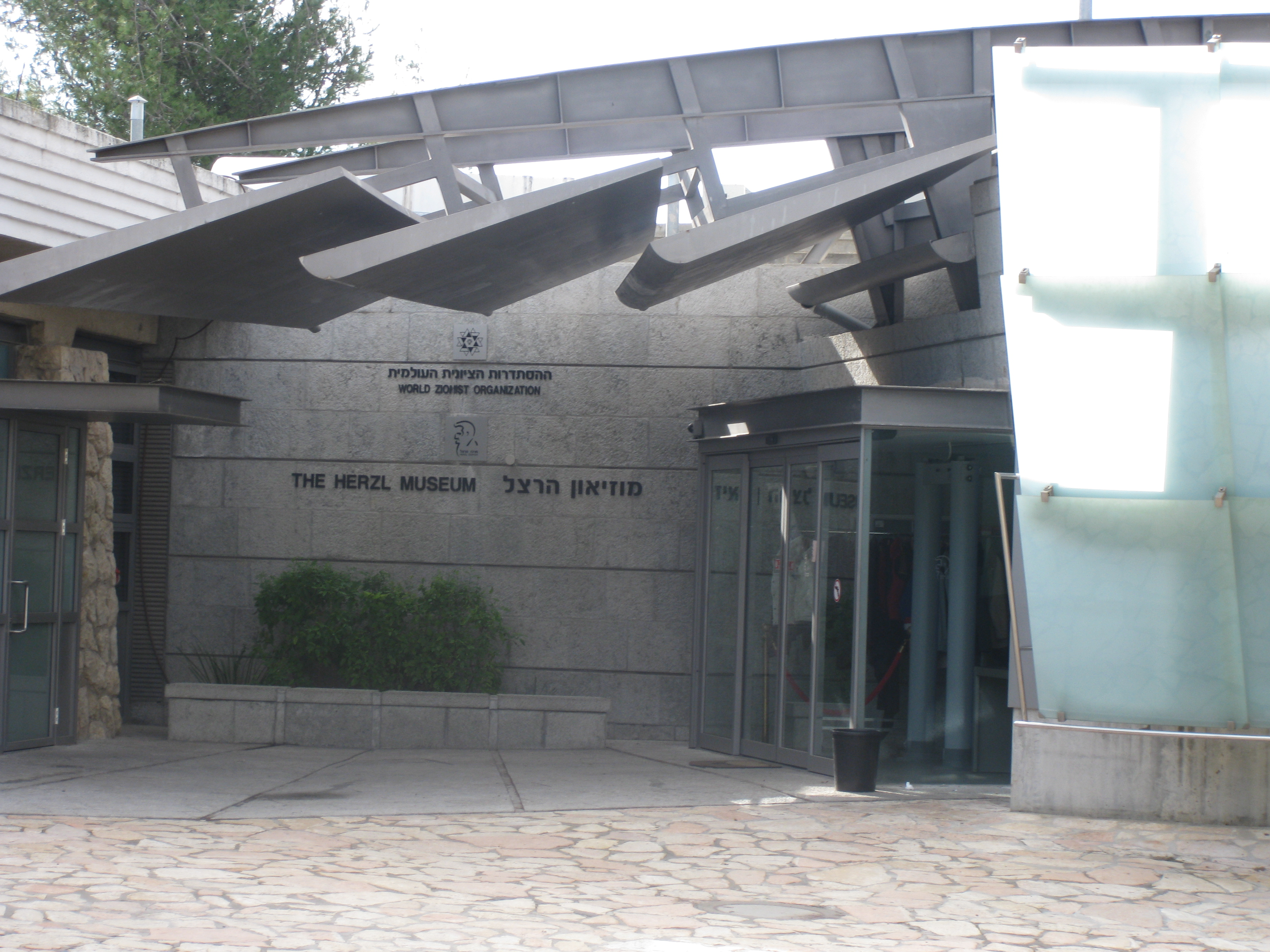

Herzl Museum é um museu localizado em Monte Herzl, Jerusalém, que trata de atividades e visão de Theodor Herzl. 

## Atividades
O museu está localizado na entrada principal praça para Monte Herzl. O novo museu inclui quatro exposições audiovisuais: um sobre o caminho de Herzl para sionismo, o segundo sobre suas atividades nos movimentos políticos sionistas, o terceiro apresentando seu estudo, e a quarta comparando a visão de Herzl para Israel, conforme descrito em seu livro The Old New Land a realizações de Israel na prática. O complexo do museu inclui dois centros educacionais para estudos relacionados com o sionismo, uma homenagem a Aryeh Tzimuki eo outro depois Stella e Alexander Margolis. O museu é administrado pelo Organização Sionista Mundial.